# يورنكو
اليورنكو(بالإنجليزية: Urenco Group)‏ هي شركة للوقود النووي تدير العديد من محطات تخصيب اليورانيوم في ألمانيا، هولندا، المملكة المتحدة والولايات المتحدة. وهي تمد محطات الطاقة النووية بالوقود النووي في 15 بلدًا. استطاعت السيطرة على حصة 31% من سوق خدمات تخصيب اليورانيوم في عام 2013. كما بدأت الشركة في استخدام تقنية الآلات النابذة في تخصيب اليورانيوم في عام 2013.

## التاريخ
أسست في عام 1971 بعد نفاذ معاهدة ألميلو الذي وقعته حكومات ألمانيا وهولندا والمملكة المتحدة وتأسست باعتبارها شركة إنجليزية ذات مسئوليه محدوده خاصة في 31 أغسطس 1971. معاهدة ألميلو تحدد المبادئ الأساسية للإشراف الفعال على تكنولوجيا وتصنيع أجهزة الطرد المركزي وعمليات تخصيب اليورنيوم. عن طريق لجنة مؤلفة من ممثلين عن حكومات الدول الموقعة (في اللجنة المشتركة)، تمارس هذا الدور ولكن بدأ هذا الدور في العمليات يتقلص يوما بعد يوم.
وتطرح اللجنة المشتركة جميع الأسئلة المتعلقة بنظام الضمانات (كما حددتها الوكالة الدولية للطاقة الذرية والوكالة الأوربية للطاقة الذرية)، وترتيبات التصنيف والإجراءات الأمنية، والصادرات من التكنولوجيا وإثراء اليورانيوم المنتج من أوروبا، وغيرها من قضايا عدم الانتشار. وفي هذا الصدد ترى اللجنة المشتركة أيضا قضايا متصلة مع أي تغييرات في ملكية يورنكو ونقل التكنولوجيا. وتجتمع الإدارة التنفيذية ليورنكو مع اللجنة المشتركة بطريقة دورية.
من أجل السماح الانتهاء في 2006 للمشروع المشترك مع شركة أريفا بشأن تكنولوجيا الأعمال لمجموعة شركات تكنولوجيا التخصيب (ETC) ،و لحاجة فرنسا إلى التمسك بمبادئ معاهدة ألميلو، من خلال معاهدة جديدة معاهدة كارديف التي تم التوقيع عليها في 12 يوليو 2005. وهناك شرط آخر لإتمام الصفقة هو الحصول على تصريح المنافسة من المفوضية الأوروبية. وقد منحت إياه في 1 يوليو 2006. شروط التخليص تتطلب التزامات معينة من يورنكو وأريفا لضمان أنهما سيبقيان المنافسين في مجال تخصيب اليورانيوم والذي ينص على ألا توجد معلومات حساسة تجاريا بين يورنكو وأريفا بحكم كونهما مساهمين مشتركين في مجموعة شركات تكنولوجيا التخصيب ETC .
بالإضافة إلى ذلك، هناك اتفاقية بين ألمانيا وهولندا والمملكة المتحدة والولايات المتحدة الأمريكية (معاهدة واشنطن، وقعت في 24 يوليو 1992) من أجل السماح بإنشاء مصنع يورنكو لتخصيب اليورنيوم الرابع والذي هو حاليا قيد الإنشاء في نيومكسيكو.